# مئانیو
مئانیو (به اسپانیایی: Meaño) یک شهرستان در اسپانیا است.